# Гімнастика на літніх Олімпійських іграх 1920
Змагання з гімнастики на літніх Олімпійських іграх 1920 в Антверпені тривали з 23 до 27 серпня на Стадіоні Бершот. Змагалися лише чоловіки. Розіграно 4 комплекти нагород у спортивній гімнастиці.

## Медальний залік
| Дисципліни                              | Золото | Срібло | Бронза |
| --------------------------------------- | --- | --- | --- |
| Абсолютна першість                      | Джорджо Дзампорі (ITA) | Марко Торрес (FRA) | Жан Гуно (FRA) |
| Командна першість                       | Італія (ITA) Арнальдо Андреолі Етторе Беллотто П'єтро Б'янкі Фернандо Бонатті Луїджі Камб'язо Луїджі Контессі Карло Костільйоло Луїджі Костільйоло Джузеппе Доменікеллі Роберто Феррарі Карло Фрегозі Ромуальдо Гільйоне Амброджо Леваті Франческо Лої Вітторіо Луккетті Луїджі Майокко Фердінандо Мандріні Лоренцо Манджанте Антоніо Маровеллі Мікеле Мастромаріно Джузеппе Паріс Манліо Пасторіні Едзіо Розеллі Паоло Сальві Джованні Тубіно Джорджо Дзампорі Анджело Цорці | Бельгія (BEL) Еженіус Оверкеркен Теофіль Бауер Франсуа Классенс Огюстус Котман Франс Жібен Альбер Апер Дом'єн Жакоб Фелісьєн Кемпене Жуль Лабе Юбер Лафонтюн Огюст Ландріє Шарль Ланні Констан Лоріо Ніколас Мурлос Фердінан Міннар Луї Стоп Жан ван Гісс Альфонс ван Мель Франсуа Вербовен Жан Вербовен Жульєн Вердонк Жозеф Верстратен Жорж Вівекс Юліанус Ваґеманс                                                                        | Франція (FRA) Жорж Берже Еміль Буше Рене Буланже Альфред Бюєнн Ежен Кордоньє Леон Дельсарт Люсьєн Демане Поль Дюрен Жорж Дюван Фернан Фоконньє Артур Ерманн Альбер Ерсуа Андре Іжлен Огюст Оель Луї Кемп Жорж Лагуж Полен Лемер Ерне Леспінасс Еміль Буатель Жуль Пірар Ежен Полль Жорж Тюрнерр Марко Торрес Франсуа Вальке Жульєн Вартей Поль Вартей |
| Командна першість за довільною системою | Данія (DEN) Ґеорґ Альбертсен Рудольф Андерсен Віґґо Дібберн Оґе Франдсен Гуґо Гельстен Гаррі Гольм Герольд Янссон Роберт Йонсен Крістіан Юль Вільгельм Ланґе Свенд Мадсен Педер Маркуссен Педер Меллер Нільс Турін Нільсен Стеен Ольсен Крістіан Педерсен Стіґ Ренне Гаррі Серенсен Крістіан Томас Кнуд Вермерен | Норвегія (NOR) Альф Оннінґ Карл Ос Єрґен Андерсен Ґустав Баєр Єрґен Б'єрнстад Асб'єрн Бодаль Ейлерт Бем Трюґве Бейсен Інґольф Давідсен Гокон Ендресон Якоб Ерстед Гаральд Ферстад Германн Гельґесен Петтер Голь Отто Йоганнессен Йон Анкер Йогансен Торб'єрн Крістофферсен Генрік Нільсен Якоб Опдаль Артур Рюдстрем Фрітьйоф Селен Б'єрн Шерпе Вільгельм Стеффенсен Олав Сундаль Рейдар Тенсберґ Леурітс Віґанд-Ларсен                      | Жодних інших учасників |
| Командна першість за шведською системою | Швеція (SWE) Фаусто Акке Альберт Андерссон Арвід Андерссон-Гольтман Гельє Беккандер Бенґт Бенґтссон Фабіан Біерк Ерік Карпентієр Стуре Ерікссон-Евреус Конрад Ґранстрем Гельє Ґустафссон Оке Геєр Туре Гедман Свен Юнсон Свен-Олоф Юнссон Карл Ліндаль Едмунд Ліндмарк Бенґт Морберґ Франс Перссон Клас Сернер Курт Шеберґ Ґуннар Седерлінд Юн Серенсен Ерік Свенсен Єста Тернер                                                                                              | Данія (DEN) Йоганнес Бірк Фреде Гансен Фредерік Гансен Крістіан Гансен Ганс Якобсен Оґе Єрґенсен Альфред Фрек'єр Єрґенсен Альфред Оллеруп Єрґенсен Арне Єрґенсен Кнуд Кіркелекке Єнс Ламбек Крістіан Ларсен Крістіан Мадсен Нільс Ерік Нільсен Нільс Крістіан Нільсен Дюнес Педерсен Ганс Педерсен Йоганнес Педерсен Петер Дорф Педерсен Расмус Расмуссен Ганс Крістіан Серенсен Ганс Лаурідс Серенсен Серен Серенсен Ґеорґ Вест Оґе Вальтер | Бельгія (BEL) Поль Арет Леон Бронкаер Леопольд Клабот Жан-Батіст Классен Леон Дарріен Люсьєн Деукс Ернест Деле Еміль Дюбуассон Ернест Дюрей Жозеф Ф'єм Марсель Гансен Луї Енен Омер Гоффман Фелікс Ложиєс Шарль Маршальк Рене Пангейзен Арнольд П'єрро Рене Піншар Ґаспар Пірот Оґюстен Плюї Леопольд Сон Едуард Таеман П'єр Тіріар Анрі Веравер      |

## Країни-учасниці
Змагалися 250(*) гімнастів з 11-ти країн:
- Бельгія (48)
- Чехословаччина (16)
- Данія (45)(*)
- Єгипет (2)
- Франція (29)
- Велика Британія (27)
- Італія (27)
- Монако (2)
- Норвегія (26)
- Швеція (24)
- США (4)

(*) Нотатка: не враховано чотирьох данських гімнастів, наведених лише в базі даних МОК.

## Таблиця медалей
| Місце               | Країна              | Золото | Срібло | Бронза | Загалом |
| ------------------- | ------------------- | ------ | ------ | ------ | ------- |
| 1                   | Італія (ITA)        | 2      | 0      | 0      | 2       |
| 2                   | Данія (DEN)         | 1      | 1      | 0      | 2       |
| 3                   | Швеція (SWE)        | 1      | 0      | 0      | 1       |
| 4                   | Франція (FRA)       | 0      | 1      | 2      | 3       |
| 5                   | Бельгія (BEL)       | 0      | 1      | 1      | 2       |
| 6                   | Норвегія (NOR)      | 0      | 1      | 0      | 1       |
| Загалом (6 збірних) | Загалом (6 збірних) | 4      | 4      | 3      | 11      |